# Tick, Tick... Boom! (film)
Pour la comédie musicale, voir Tick, Tick... Boom! (comédie musicale). Pour les articles homonymes, voir Tick Tick Boom.
Pour plus de détails, voir Fiche technique et Distribution.
Tick, Tick… Boom! est un film biographique musical américain coproduit et réalisé par Lin-Manuel Miranda, sorti en 2021. Il s'agit du premier long métrage du réalisateur et de l'adaptation de la comédie musicale du même titre de Jonathan Larson (2001).
Le film met en scène un jeune compositeur prometteur qui jongle entre l'amour, l'amitié et l'envie de réussir quelque chose de grandiose avant qu'il ne soit trop tard.
Il est sélectionné et présenté le 10 novembre 2021 en avant-première mondiale à la soirée d'ouverture à l'AFI Fest, à Hollywood.

## Synopsis
En 1992, Jonathan Larson interprète son monologue rock Tick, Tick... Boom! au New York Theatre Workshop , accompagné de ses amis Roger et Karessa. Il décrit un tic-tac incessant qu'il entend dans sa tête et commence à raconter son histoire. Un narrateur invisible explique que le film est la véritable histoire de Jonathan Larson, « à l'exception des parties que Jonathan a inventées ». Il est décédé quelques heures avant que sa comédie musicale, Rent ne devienne un grand succès. Voici son histoire.
Se passant au début des années 1990, Jonathan Larson est un jeune New-Yorkais jonglant entre le travail au Moondance Diner de SoHo et la préparation d'un projet musical et passionnel nommé Superbia sur lequel il a travaillé et retravaillé pendant huit longues années. Il ressent la pression de réussir avant ses trente ans : à un peu plus d'une semaine de son anniversaire, il considère ce projet comme sa dernière chance de réussite avant « la fin de son enfance » (30/90). Il organise une fête à la maison avec des amis, dont son ancien colocataire Michael, sa petite amie Susan et ses collègues serveurs Freddy et Carolyn (Boho Days). Susan parle à Jonathan d'un poste d'enseignant à Jacob's Pillow et lui demande de venir.
Michael, qui a précédemment quitté le théâtre pour une carrière publicitaire lucrative, voit l'offre de Susan comme une opportunité pour Jonathan d'envisager un avenir sérieux et invite Jonathan à rejoindre un groupe de discussion publicitaire dans son entreprise tout en lui faisant visiter son nouvel appartement (No More). Le producteur de Jonathan, Ira, lui demande d'écrire une nouvelle chanson pour Superbia car l'histoire en a besoin. Cela le trouble, comme le lui a dit son idole Stephen Sondheim il y a quelques années après lui avoir parlé de son projet, mais il n'arrive à rien et il n'a qu'une semaine. Jonathan se retrouve incapable de se concentrer sur la préparation de cette chanson alors qu'il pense aux offres de Michael et Susan (Johnny Can't Decide). Ses angoisses ne font que s'aggraver lorsqu'il apprend de Carolyn que Freddy, qui est séropositif, a été hospitalisé alors qu'ils sont sur le point de travailler au diner (Sunday).
Susan, frustrée par l'indécision et l'obsession de Jonathan pour sa carrière, rompt avec lui (Therapy). Afin d'obtenir de l'argent pour embaucher un groupe complet pour l'atelier, Jonathan participe au groupe de discussion sur la publicité. Cependant, il le sabote délibérément, provoquant la colère de Michael, qui estime que Jonathan gaspille le privilège d'avoir une vie avec la personne qu'il aime dans une carrière théâtrale financièrement instable, ce que Michael ne peut pas faire en tant qu'homme gay dans la crise du sida . Après avoir reçu un appel encourageant de son agent Rosa, Jonathan essaie d'écrire la nouvelle chanson la veille de la présentation mais son électricité est coupée. Il se dirige vers une piscine pour évacuer ses frustrations au sujet de l'atelier et de sa vie personnelle, avant de finalement proposer la nouvelle chanson (Sunshine).
Durant la présentation se trouvent des amis, de la famille et des professionnels de l'industrie, y compris Sondheim. Durant la présentation de la nouvelle chanson, Jonathan commence à avoir peur de la réaction et imagine, à la place de son amie qui est en train de la chanter, Susan en train de chanter (Come To Your Senses). Après la présentation, Jonathan reçoit un appel de sa manager et apprend qu'il a reçu plein d'éloges (en particulier sa chansons écrite quelques heures avant la présentation) mais aucune offre pour produire Superbia car trop coûteux. Rosa l'encourage à continuer à écrire (cette fois sur ce qu'il connaît), lui disant que le rejet est la vie d'un écrivain de Broadway malheureusement mais qu'il a un talent malgré tout. Découragé, Jonathan supplie Michael pour un emploi en entreprise, mais Michael, ayant changé d'avis après avoir vu sa présentation, l'encourage à continuer dans le théâtre musical, tout en lui révélant qu'il est séropositif. Réalisant que son obsession professionnelle lui a coûté Susan et nui à son amitié avec Michael, Jonathan erre dans New York avant de se retrouver au Delacorte Theatre . Il trouve un piano et repense à son amitié avec Michael et aux sacrifices qu'il doit faire pour sa carrière (Why). Après cela, il va le revoir à nouveau et lui dit qu'il est prêt à l'aider. Lui et Michael se réconcilient.
Le matin du trentième anniversaire de Jonathan, Sondheim l'appelle, le félicite pour sa présentation et, voulant parler davantage de Superbia, lui remonte le moral. Organisant sa fête d'anniversaire au Moondance Diner, il est soulagé d'apprendre que Freddy doit sortir de l'hôpital. En voyant Susan arriver, Jonathan va la voir et lui présente des excuses mais Susan préfère se séparer à l'amiable et l'encourage en lui offrant un carnet de papier vierge pour l'aider dans sa carrière. On apprend qu'elle était la voix invisible du début et raconte que le projet suivant de Jonathan était Tick, Tick... Boom! , avant de retourner travailler sur un projet précédent, devenu Rent. Elle révèle qu'il est décédé d'un anévrisme de l'aorte non diagnostiqué la nuit avant que Rent ne commence les avant-premières Off-Broadway. Il n'a jamais connu le succès qu'il souhaitait, mais son travail perdure encore aujourd'hui dans le monde (Rent est d'ailleurs resté pendant des années a Broadway).
Retour en 1992, Jonathan interprète la dernière chanson de son spectacle Tick, Tick... Boom! nommé Louder Than Words et on apprend que les spectateurs de son spectacle sont tous ses proches (y compris Susan au loin). Les dernières notes de la chanson forment un petit Joyeux Anniversaire et on le revoit devant son gâteau des trente ans alors qu'il envisage l'avenir avec optimisme, ayant hâte de continuer à travailler.

## Fiche technique
Sauf indication contraire, les informations mentionnées dans cette section peuvent être confirmées par la base de données cinématographiques IMDb,  présente dans la section « Liens externes ».
- Titre original : Tick, Tick… Boom!
- Titre français :  Tick, Tick… Boom!
- Réalisation : Lin-Manuel Miranda
- Scénario : Steven Levenson, d'après la comédie musicale homonyme de Jonathan Larson
- Musique : Jonathan Larson
- Direction artistique : Deborah Wheatley
- Décors : Alex DiGerlando
- Costumes : Melissa Toth
- Photographie : Alice Brooks
- Montage : Myron Kerstein et Andrew Weisblum
- Production : Brian Grazer, Ron Howard, Lin-Manuel Miranda et Julie Oh
  - Production déléguée : Celia D. Costas, Kurt Crowley, Alex Lacamoire, Julie Larson, Steven Levenson et Bill Sherman
  - Production associée : Owen Panettieri
  - Coproduction : Deb Dyer
- Sociétés de production : 5000 Broadway Productions ; Imagine Entertainment (coproduction)
- Société de distribution : Netflix
- Pays de production :  États-Unis
- Langue originale : anglais
- Format : couleur
- Genre : biographie musicale ; drame
- Durée : 115 minutes
- Dates de sortie :
  - États-Unis : 10 novembre 2021 (avant-première mondiale à l'AFI Fest)[1] ; 12 novembre 2021 (sortie limitée)
  - Monde : 19 novembre 2021 (Netflix)

## Distribution
- Andrew Garfield (VF : Donald Reignoux) : Jonathan « Jon » Larson
- Alexandra Shipp (VF : Aurélie Konaté) : Susan Wilson
- Robin de Jesús (VF : Paolo Domingo) : Michael
- Mj Rodriguez (VF : Marie Chevalot) : Carolyn
- Ben Levi Ross (VF : Clément Moreau) : Freddy
- Jonathan Marc Sherman (VF : Thierry Kazazian) : Ira Weitzman
- Joshua Henry : Roger (personnage inspiré de Roger Bart)
- Vanessa Hudgens (VF : Adeline Chetail) : Karessa Johnson
- Judith Light (VF : Véronique Augereau) : Rosa Stevens
- Bradley Whitford (VF : François Dunoyer) : Stephen Sondheim
- Laura Benanti (VF : Valérie Nosrée) : Judy Wright
- Micaela Diamond : Peggy
- Utkarsh Ambudkar : Todd
- Richard Kind (VF : Philippe Catoire) : Walter Bloom
- Black Thought : HAWK Smooth, le rappeur de rue
- Jordan Fisher : Simon
- Joanna Adler : Molly, l'employée de la librairie Strand
- Lin-Manuel Miranda : un cuisinier (non crédité)
  - Caméos divers : Roger Bart, Bebe Neuwirth, Brian Stokes Mitchell, Chita Rivera, Howard McGillin, Joel Grey, Renée Elise Goldsberry, Phillipa Soo, Phylicia Rashād, Bernadette Peters, Daphne Rubin-Vega, Dave Malloy, Helen Park, Jason Robert Brown, Marc Shaiman, Quiara Alegría Hudes, Stephen Schwartz, Stephen Trask, Christopher Jackson

- Version française
  - Studio de doublage : Dubbing Brothers
  - Direction artistique : Pascale Vital
  - Adaptation : Clémentine Blayo

## Production
Le tournage démarre début mars 2020 mais il est cependant vite suspendu au cours du mois en raison de la pandémie de Covid-19. Le tournage s'achève finalement en octobre 2020.

## Accueil

### Festival et sorties
Le film est sélectionné et présenté à la soirée d'ouverture, le 10 novembre 2021, en avant-première mondiale à l'AFI Fest. Sa sortie limitée s'annonce le 12 novembre de la même année aux États-Unis. Il est mondialement diffusé en streaming sur Netflix, le 19 novembre 2021.

## Distinctions

### Récompenses
- Golden Globes 2022 : Meilleur acteur dans un film musical ou une comédie pour Andrew Garfield

### Nominations
- Golden Globes 2022 : Golden Globe du meilleur film musical ou comédie
- Oscars 2022 : 
  - Oscar du meilleur acteur pour Andrew Garfield
  - Oscar du public pour Lin-Manuel Miranda
  - Oscar du meilleur montage pour Myron Kerstein et Andrew Weisblum